# V430 Возничего
V430 Возничего (лат. V430 Aurigae), HD 36535 — двойная звезда в созвездии Возничего на расстоянии (вычисленном из значения параллакса) приблизительно 4280 световых лет (около 1312 парсеков) от Солнца. Видимая звёздная величина звезды — от +7,02m до +6,89m.

## Характеристики
Первый компонент — красно-оранжевый яркий гигант, пульсирующая полуправильная переменная звезда типа SRC (SRC) спектрального класса M2II, или M0, или M7, или K5. Масса — около 6,529 солнечных, радиус — около 244,36 солнечных, светимость — около 11109,31 солнечных. Эффективная температура — около 3791 K.
Второй компонент — красный карлик спектрального класса M. Масса — около 260,09 юпитерианских (0,2483 солнечной). Удалён на 2,795 а.е..